# Battaglia dell'aeroporto Antonov
La battaglia dell'aeroporto Antonov, anche nota come battaglia dell'aeroporto di Hostomel', è stato uno scontro tra le forze della Federazione Russa e l'esercito ucraino svoltosi tra il 24 e il 25 febbraio 2022 per la conquista dell'obiettivo strategico sito nell'oblast' di Kiev.
Le VDV russe riuscirono in un primo momento a prendere l'area aeroportuale. Nonostante ciò, grazie all'inaspettata resistenza ucraina e alla rapida azione delle Forze speciali ucraine in stretta collaborazione con la Guardia Nazionale, i russi furono contrattaccati quasi immediatamente e non riuscirono a mettere in sicurezza la zona per un periodo prolungato, sventando così i piani russi per una rapida capitolazione di Kiev.
Tra gli effetti della battaglia si annovera anche la distruzione dell'unico Antonov An-225 Mriya, l'aereo più grande del mondo da parte dell'esercito di Kiev per non lasciarlo in mano nemica.

## Preludio
Il 24 febbraio 2022, poche ore dopo il discorso alla nazione "sulla conduzione di un'operazione militare speciale" del presidente russo Vladimir Putin, l'esercito della Federazione Russa iniziò l'invasione dell'Ucraina, con l'aeroporto Antonov come uno dei primi bersagli. L'aeroporto infatti era di grande importanza strategica poiché, essendo a soli 10 chilometri di distanza da Kiev, avrebbe potuto garantire un rapido accesso alla capitale. Inoltre esso avrebbe garantito alla Russia un importante ponte aereo per l'oblast' di Kiev, dove far atterrare aerei ed elicotteri.

## Battaglia

### 24 febbraio
Intorno alle 8:00 di mattina del 24 febbraio 2022 un gruppo di 20-34 elicotteri (principalmente di tipo Mil Mi-8 e Kamov Ka-52) raggiunse l'aeroporto Antonov, facendo atterrare diverse centinaia di truppe armate. Nel frattempo, ulteriori elicotteri militari russi distrussero le difese antiaeree presenti nell'aeroporto, segnalate da un impiegato, corrotto dai servizi segreti russi. La resistenza ucraina, improvvisata, scarsamente armata e che non si era mai ritrovata in una battaglia, era formata da circa 300 uomini e riuscì solamente ad abbattere un elicottero. Tuttavia questi uomini diedero all'esercito ucraino il tempo di arrivare e fornire sistemi di difesa più avanzati, che causarono diverse perdite all'esercito russo, che però, nonostante l'ardita resistenza, riuscì a conquistare gran parte dell'area. Più tardi, lo stesso giorno, mentre all'interno la 4ª Brigata di reazione rapida lanciava un contrattacco, l'esercito ucraino circondava del tutto l'aeroporto.

### 25 febbraio
Il 25 febbraio giunsero dalla Bielorussia delle truppe meccanizzate dell'esercito russo che, dopo aver occupato la città di Ivankiv, entrarono nell'aeroporto sfondando le difese ucraine. L'aeroporto cadde poco dopo e, verso sera, il Ministero della difesa russo annunciò che la conquista della zona era avvenuta in seguito a un'operazione che aveva coinvolto 200 elicotteri, senza nessuna perdita. Questa affermazione è stata, però, poi smentita da un giornalista, Timur Olevsky, che assistette alla battaglia.